# Blackford Hill
Blackford Hill (164 metri (538 ft)) è una collina sita vicino ad Edimburgo, capitale della Scozia. Si trova nella zona di Blackford, tra Morningside e Braid Hills. Insieme all'Eremo di Braid, ricade nella Riserva Naturale Locale di Blackford Hill (60,3 ettari (149 acri)) all'interno della quale si trova anche la Hermitage House. 

## Storia

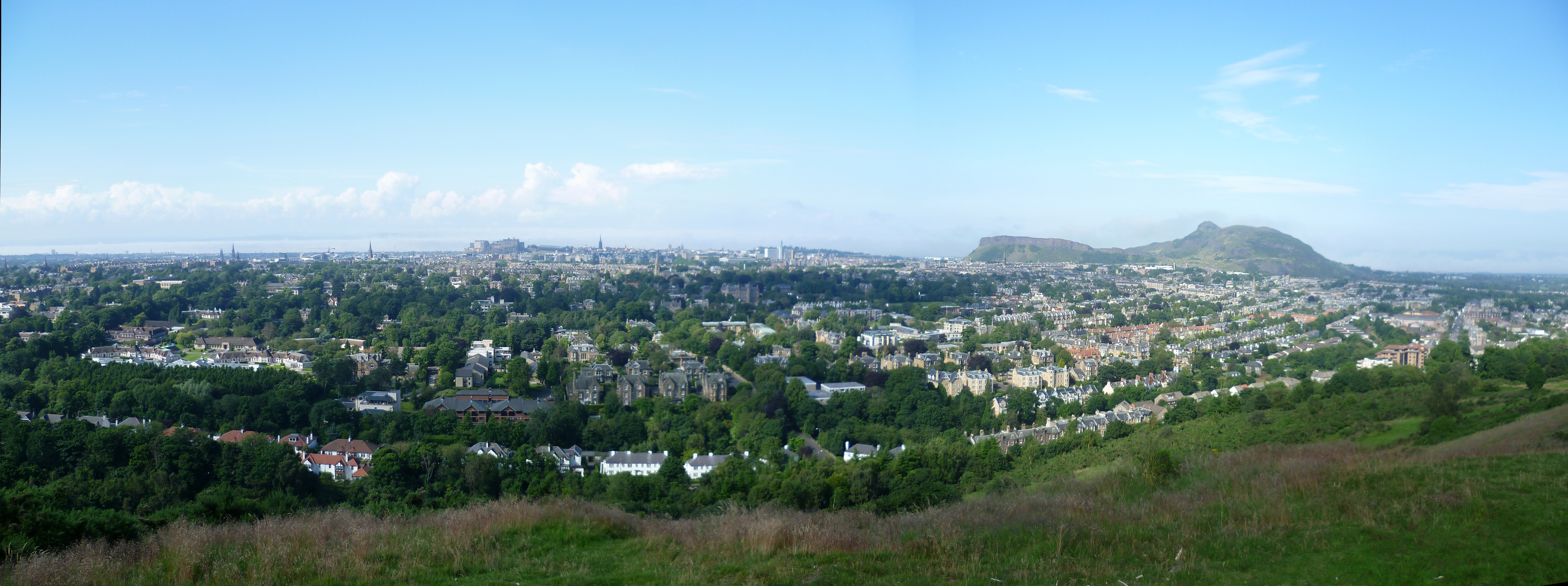
Vista panoramica di Edimburgo da Blackford Hill

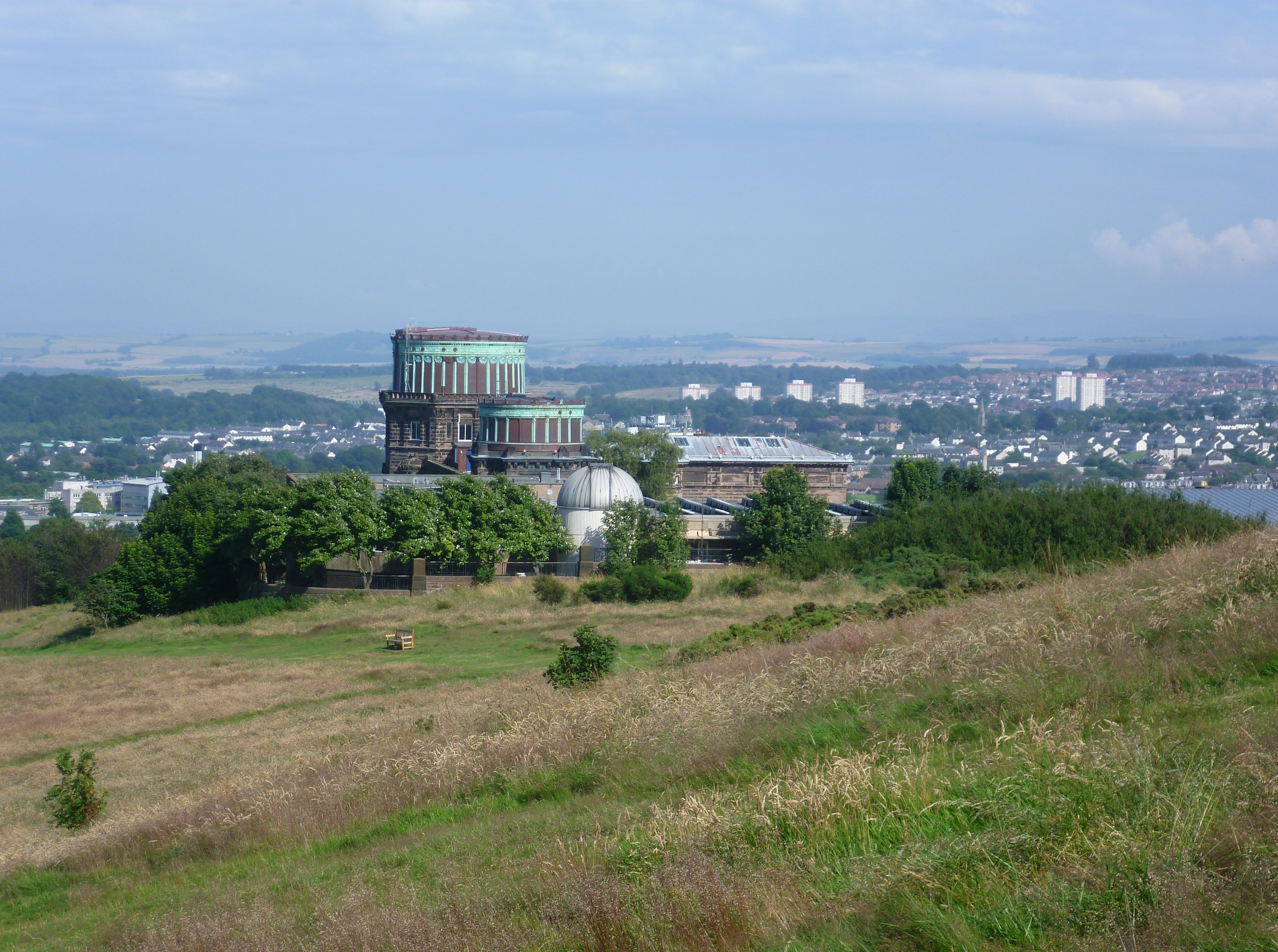
L'Osservatorio reale di Edimburgo

Sulla zona sommitale della collina c'è un'antica fortezza collinare che, insieme alle fondamenta circolari di alcune abitazioni, è protetta come scheduled monument. 
La Blackford Hill fu acquistata dalla Edinburgh Corporation nel 1884 e l'adiacente tenuta dell'Hermitage of Braid fu donata alla città di Edimburgo nel 1938 dal suo ultimo proprietario, John McDougal. Il dono consentì di utilizzare l'Hermitage come "parco pubblico o area ricreativa a beneficio dei cittadini". Il comune di Edimburgo mantiene la proprietà del parco ed è il principale responsabile della sua manutenzione. Questo viene fatto principalmente attraverso il servizio ranger, con l'assistenza di altre squadre del consiglio come Task Force e Forestry Unit.

## Geografia
Dalla collina si ha una ottima vista su Edimburgo, a nord, e sulle Pentland Hills, a sud. La zona è apprezzata dagli escursionisti, in quanto ha molti itinerari ben collaudati, così come tra i corridori e altri utenti nel tempo libero. C'è una ampia varietà floristica e faunistica, coas particolarmente rilevante da un punto di vista naturalistico perché si tratta di un'area della cintura verde di Edimburgo. Circa la metà dell'area è costituita da prati allo stato naturale.

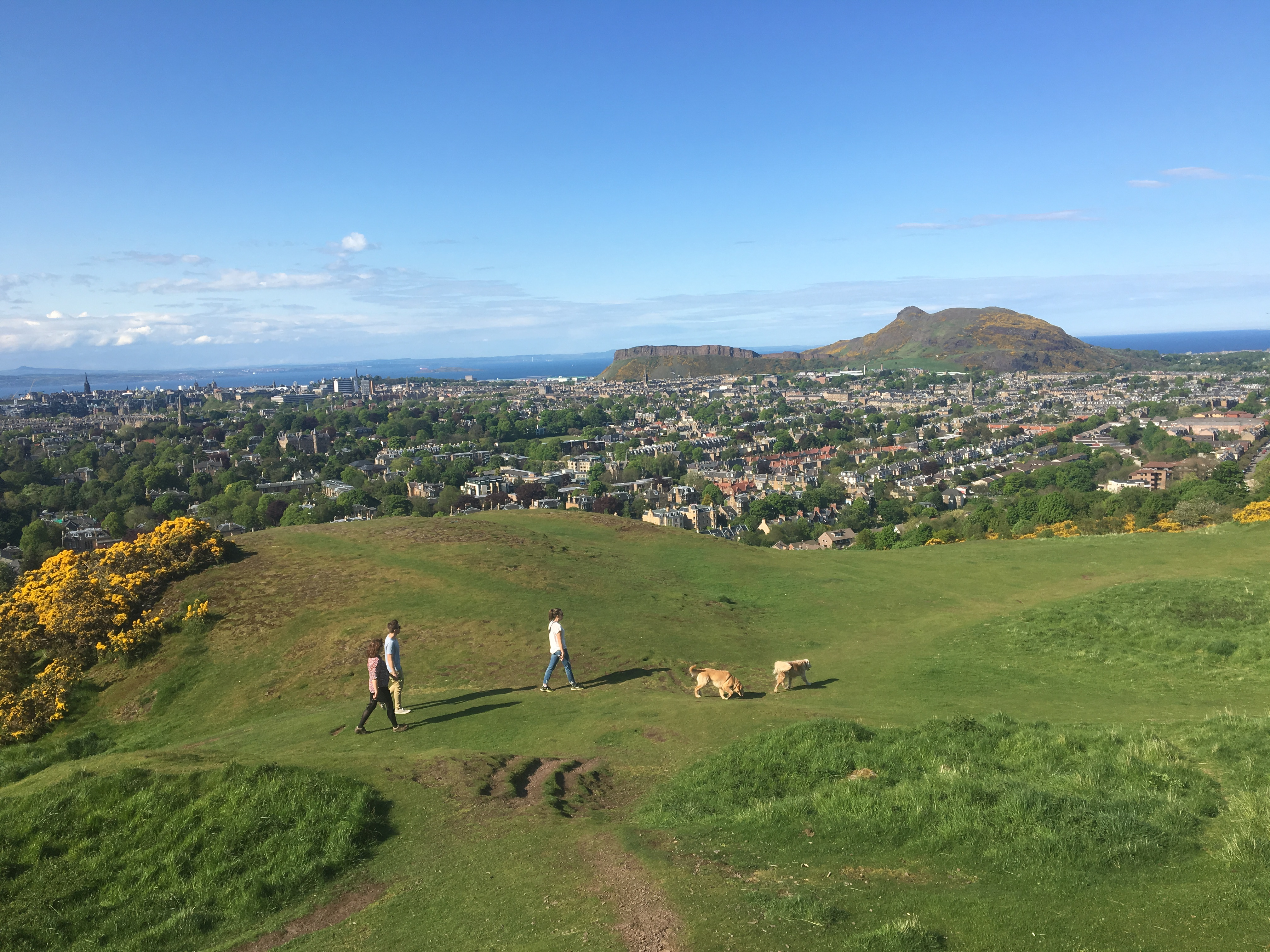
Vista di Arthur's Seat dalla Blackford Hill

L'Osservatorio reale di Edimburgo si trova vicino alla sommità della collina. Sulla cima di Blackford Hill si trova anche di un trasmettitore radio della polizia e una stazione meteorologica. A est del rilievo, vicino all'osservatorio, si trova il Craigmillar golf Park, mentre gli orti di Midmar e il Blackford Pond (un piccolo specchio d'acqua) sono adiacenti alla collina sul lato nord.
Il paddock Midmar è adiacente alla collina. Di proprietà dell'AJ Laing Trust, diverse proposte di svilupparlo hanno suscitato varie polemiche.

### Silvicoltura
Ci sono circa 12 ettari (30 acri) di bosco maturo sulla collina, così come alcuni nuovi alberi piantati su un tumulo di discarica bonificato, piantati alla fine degli anni '90 come parte del Millennium Forest Community Woodland.

### Geologia
La Blackford Hill è formata da rocce vulcaniche del Devoniano inferiore, che si trovano tra l'arenaria del Devoniano superiore, la cui estensione più settentrionale si trova nelle colline di Pentland, a sud. Geologicamente, la collina è diversa dai colli e dalle intrusioni vulcaniche del Carbonifero che formano il resto delle colline di Edimburgo, ad eccezione delle vicine Braid Hills.
Di interesse geologico e storico è Agassiz Rock, che ha una conformazione apparentemente simile ad una cava. Situata vicino alla collina, è stata la prima testimonianza dell'azione dei ghiacciai riscontrata in Scozia, riconosciuta dal geologo svizzero Louis Agassiz. È un sito di particolare interesse scientifico..

### Braid Burn
Il Braid Burn è il principale corso d'acqua della zona e scorre per circa 3 chilometri (1,9 mi) attraverso la riserva naturale. È un piccolo fiume, tipicamente largo circa 5 metri (16 ft) e profondo 20 centimetri (7,9 in), sebbene sia soggetto a variazioni significative. Il tratto che attraversa la riserva naturale è a circa a metà del suo percorso di 32 chilometri (20 mi), che parte da una sorgente nelle Pentland Hills per arrivare alla foce a Portobello. Nelle vicinanze della collina c'è un tunnel di circa 120 metri (390 ft) di lunghezza.

### Lo stagno Blackford
Blackford Pond si trova a nord della collina ed è popolare tra le famiglie.